# Jerry Unser
Jerome Unser (15 de novembro de 1932 – 17 de maio de 1959) foi um automobilista norte-americano. Ele esteve em duas (uma) 500 Milhas de Indianápolis, prova que fazia parte do calendário da Fórmula 1 de 1950 até 1960: 1958 e 1959 (não se qualificou). 
Em 2 de maio de 1959, Jerome Unser sofreu um grave acidente nos testes para as 500 Milhas de Indianápolis, seu carro girou, bateu no muro e depois pegou fogo. Ele sofreu fortes queimaduras e morreu duas semanas depois, em 17 de maio de 1959, aos 26 anos. Era irmão dos pilotos Bobby e Al Unser e tio de Al Unser, Jr..